# Humaitá (S-41)
Pour les articles homonymes, voir Humaitá (sous-marin brésilien).
Le Humaitá (pennant number : S-41) est un sous-marin de la marine brésilienne de classe Riachuelo, dérivée de la classe Scorpène. Construit au Brésil, il a été lancé le 11 décembre 2020 et il commence aussitôt sa période d’essais.

## Conception
Les navires de la classe Riachuelo ont une longueur, un tonnage et une capacité d’emport plus élevés que les navires français d’origine. La version brésilienne a 71,62 mètres de long et un déplacement de 1 870 tonnes, supérieurs aux 66,4 mètres et 1 717 tonnes des Scorpène.

## Engagements
La livraison du premier sous-marin de la nouvelle classe Riachuelo était initialement prévue par la Marine pour l’année 2015. Cependant, après quelques reports, le Riachuelo (S-40) a été lancé en décembre 2018 pour sa période de tests et il devrait être intégré à la Force sous-marine au premier semestre 2021,.
Les autres sous-marins de la classe Riachuelo seront le Tonelero (S-42) et le Angostura (S-43).

## Nom
Le Humaitá (S-41) est nommé ainsi en souvenir de la forteresse de Humaitá, au Paraguay, qui a joué un rôle important durant la guerre de la Triple-Alliance (1864-1870). Il est le troisième sous-marin de la marine brésilienne nommé ainsi, après les :
- Humaitá (S-14), un sous-marin de classe Gato utilisé par la marine des États-Unis pendant la Seconde Guerre mondiale, avant d’être incorporé à la marine brésilienne (1957 - 1967).
- Humaitá (S20), un sous-marin de classe Oberon (1973-1993).

## Sous-marin nucléaire
La classe Riachuelo a été développé comme une phase intermédiaire pour la préparation du SN Álvaro Alberto (SN-10), le premier sous-marin à propulsion nucléaire de l’hémisphère sud, technologie qui est désormais maîtrisée par la marine brésilienne. Elle sera la septième marine mondiale à mettre en œuvre ce type de navire.